# アキシチニブ
アキシチニブ（Axitinib）は小分子チロシンキナーゼ阻害薬の一つである。商品名インライタ。ヒト乳癌細胞移植モデルで細胞増殖を有意に抑制した。また腎細胞癌（RCC）での臨床試験や他の癌種で部分奏効した。無増悪生存期間が若干延長したが致死的な副作用も発現した。開発コードAG013736。

## 効能・効果
2012年1月、米国FDAが「一次治療（全身治療）に抵抗性を示した進行腎細胞癌（RCC）」に対する使用を承認した。
2012年6月、日本の厚生労働省が「根治切除不能または転移性の腎細胞癌」についての使用を承認した。
2012年9月、EUで「スニチニブまたはサイトカインによる前治療が効かなくなった進行腎細胞癌（RCC）の成人患者」を対象に使用が承認された。

## 臨床試験
進行膵癌に対するゲムシタビン併用第II相 臨床試験の結果は良好であった。しかし、2009年1月に報告されたゲムシタビン併用第III相臨床試験では、進行膵癌におけるゲムシタビン単剤への上乗せ効果（生存率の改善）が見られず、試験が中止された。
2010年、前治療のある転移性腎細胞癌（mRCC）の治療についての第III相臨床試験の結果、ソラフェニブと比較して無増悪生存期間が有意に延長したと報告された。同試験結果に基づき、2011年12月、米国抗腫瘍薬諮問委員会（ODAC）は記名投票の結果、アキシチニブを進行腎細胞癌の二次治療に用いることを承認した。
米国FDA（2012年1月）、欧州EMA（2012年9月）、英国MHRA（2012年9月）、豪州TGA（2012年7月）日本厚生労働省（2012年6月）がそれぞれ腎細胞癌への使用を承認した。
2015年に公表された臨床試験ではアレクチニブは、慢性骨髄性白血病や急性リンパ性白血病でイマチニブ等のチロシンキナーゼ阻害薬耐性を示す変異遺伝子（BCR-ABL1[T315I]）を有する白血病に対して有効性を示した。これは、患者自身の細胞を使用して既知の薬物をスクリーニングする事で発見された適応症の最初の例の一つである。

## 禁忌
アキシチニブは製剤の成分に過敏症のある患者には禁忌である。日本ではそのほか、妊婦または妊娠している可能性のある女性に対して禁忌とされている。
米国版添付文書には下記について警告されている。
- 高血圧
- 血栓塞栓症（動脈、静脈共）
- 出血（脳幹出血を含む）
- 消化管穿孔・瘻孔
- 甲状腺機能異常（アキシチニブ投与開始時および投与中は定期的に甲状腺機能を測定する事）
- 止血能が変化するので術前24時間は投与しない事
- 蛋白尿（アキシチニブ投与開始時および投与中は尿中蛋白質を定期的に測定する事）
- 肝酵素上昇が報告されているので、アキシチニブ投与中はAST、ALT、ビリルビンを定期的に測定する事
- 軽度肝障害が発現した場合は投与量を減量する事

日本の添付文書ではこのほか、
- 脳転移を有する患者
- 外科的処置後、創傷が治癒していない患者

が慎重投与となっているほか、重要な基本的注意には
- 手足症候群が現れることがある

と記載されている。

## 副作用
添付文書に記載されている重大な副作用は、
- 高血圧（39.3%）、高血圧クリーゼ（0.6%）、
- 動脈血栓塞栓症（一過性脳虚血発作（0.8%）、網膜動脈閉塞（0.3%）、脳血管発作、心筋梗塞など）、静脈血栓塞栓症（肺塞栓症（0.8%）、深部静脈血栓症（0.3%）、網膜静脈閉塞（0.3%）、網膜静脈血栓症（0.3%）など）、
- 出血（鼻出血（5.3%）、血尿（1.4%）、直腸出血（1.1%）、喀血（0.6%）、脳出血（0.3%）、下部消化管出血（0.3%）、胃出血（0.3%）など）、
- 消化管穿孔、瘻孔形成（0.3%）、創傷治癒遅延（0.6%）、可逆性後白質脳症症候群（0.3%）、
- 肝機能障害（AST（GOT）上昇（1.1%）、ALT（GPT）上昇（2.0%）など）、心不全、
- 甲状腺機能低下症（18.3%）、甲状腺機能亢進症（0.6%）
- である[19]。

主な副作用は下痢（50.8%）、悪心（28.1%）、嘔吐（16.6%）、食欲減退（27.8%）、口内炎（14.3%）、便秘（11.8%）、頭痛（10.7%）、味覚異常（10.1%）、発声困難（27.5%）、手足症候群（27.0%）、発疹（12.6%）、皮膚乾燥（10.1%）、疲労（34.8%）、無力症（16.9%）、体重減少（16.3%）、粘膜炎症（14.6%）、蛋白尿（10.7%）である。

## 相互作用
CYP3A4やCYP3A5の強力な阻害作用を持つ薬剤と併用すると、アキシチニブの血中からの消失が遅くなる可能性がある。

## 作用機序
主要な作用機序は、血管内皮細胞増殖因子受容体1〜3、c-KIT、血小板由来成長因子受容体の阻害である。これは一方で、血管新生の阻害を可能とする。
またソラフェニブ等のチロシンキナーゼ阻害薬同様、細胞の自食を引き起こしている可能性がある。
アキシチニブはVEGFに結合する場合とは異なる立体配座でBCR-ABL融合蛋白質に結合し、特に薬剤耐性となるT315I変異型を良く阻害する。
| 種別   | IC50 (nM) |
| ------ | --------- |
| VEGFR1 | 0.1       |
| VEGFR2 | 0.2       |
| VEGFR3 | 0.1-0.3   |
| PDGFR  | 1.6       |
| c-KIT  | 1.7       |

## 薬物動態
| Bioavailability | Tmax         | Cmax      | AUC        | Vd   | 血漿蛋白質結合率 | 代謝酵素                                                              | t1/2         | 排泄経路               |
| --------------- | ------------ | --------- | ---------- | ---- | ---------------- | --------------------------------------------------------------------- | ------------ | ---------------------- |
| 58%             | 2.5〜4.1時間 | 27.8ng/mL | 265ng•h/mL | 160L | >99%             | 主にCYP3A4およびCYP3A5による。CYP1A2、CYP2C19、UGT1A1の影響は少ない。 | 2.5〜6.1時間 | 胆汁（41%）、尿（23%） |